# خايمي هالسي
خايمي هالسي (بالإنجليزية: Jaime Moore)‏ هي ترامبولينية ‏ بريطانية، ولدت في 16 أغسطس 1979 في نورثامبتون في المملكة المتحدة.

## وصلات خارجية
- خايمي هالسي على موقع الاتحاد الدولي للجمباز (biography) (الإنجليزية)
- خايمي هالسي على موقع أوليمبيديا (الإنجليزية)